# Sikátor
Sikátor è un comune di 341 abitanti situato nella contea di Győr-Moson-Sopron, nell'Ungheria nordoccidentale.